# غروب آفتاب در آندلس
غروب آفتاب در آندلس عنوان کتابی است که شامل بخش‌هایی از تفسیر قرآن الجواهر نوشته محمد سید طنطاوی است. این کتاب با ترجمه عبدالجواد قریب در سال۱۳۲۳ توسط انتشارات اقبال و در سال ۱۳۲۴ به صورت پاورقی در نشریه آیین اسلام منتشر گردید. این کتاب همچنین با ترجمه و بازنویسی افراد مختلف بارها در ایران چاپ شده و چاپ آن همچنان ادامه دارد.
این کتاب در اصل خلاصه ای از کتاب داستانی «غادة الاندلس» اثر «عبدالرحمن اسماعیل» است که طنطاوی در تفسیر جواهر خود آن را آورده و بعدها به عنوان حقیقتی تاریخی توسط نویسندگان مسلمان مورد استفاده قرار گرفت.
موضوع کتاب پیرامونی چگونگی ضربه به مسلمانان در آندلس از روش‌های غیرنظامی و جنگ نرم است که زمینه‌ساز شکست در عرصه نظامی شد.